# 宇多津駅

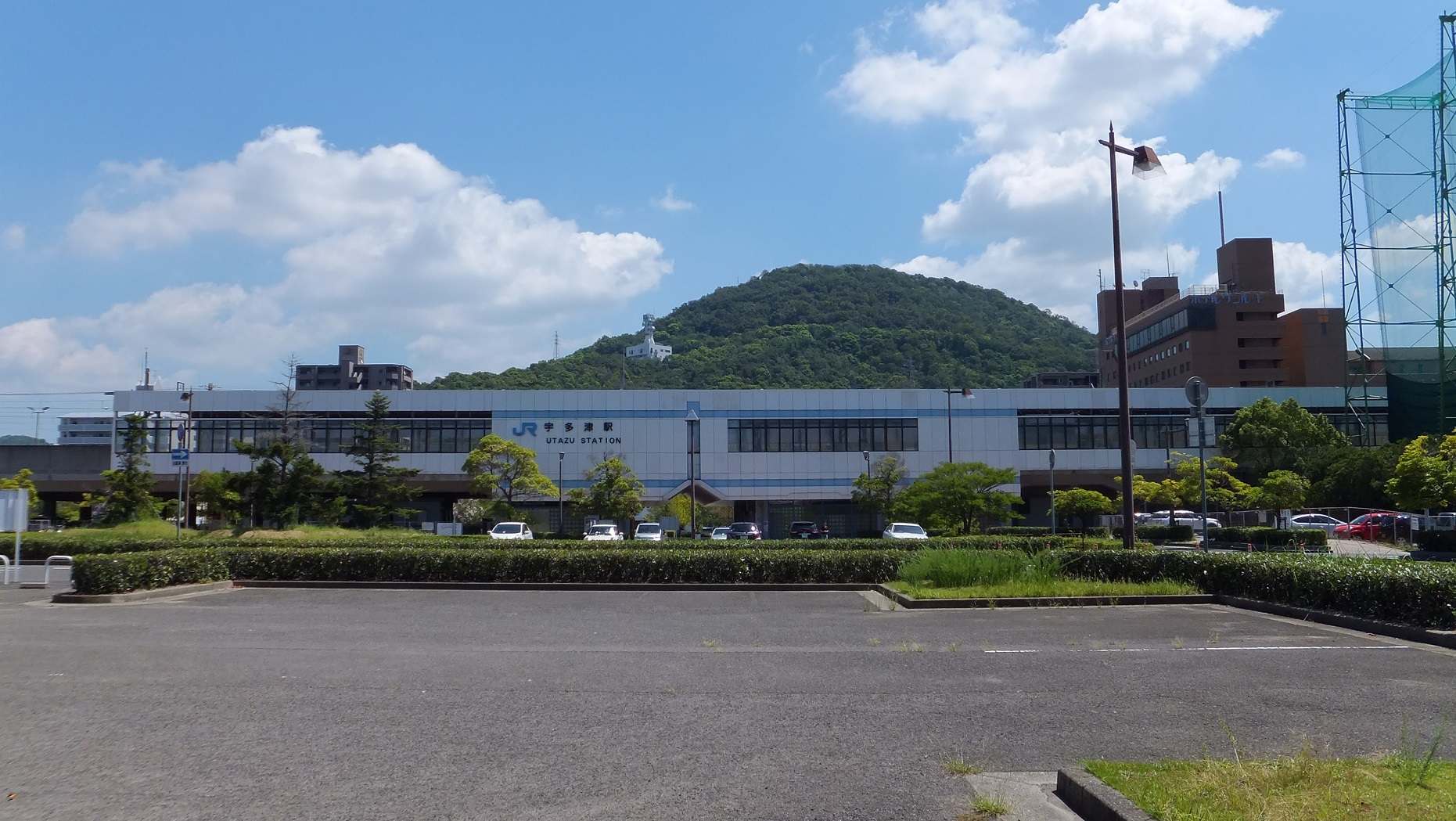
北口（2015年8月）

宇多津駅（うたづえき）は、香川県綾歌郡宇多津町浜五番丁にある、四国旅客鉄道（JR四国）の駅。駅番号はY09。

## 概要
隣の坂出駅とともに、本州側から見た四国の玄関口となる駅。四国水族館の最寄駅でもある。
当駅の所属線である予讃線と、当駅を終点とする本四備讃線（瀬戸大橋線）の2路線が乗り入れている。
地上駅時代は優等列車の停車が1本もなく、一部の快速列車が停車するのみであった。しかし、本四備讃線の開業後は本州と四国を結ぶ交通の要衝となり、また駅舎の移転・高架化に伴って駅周辺が再開発された結果、利用者も多くなった。なお、本四備讃線の列車はすべて予讃線の多度津駅方面に直通している。
宇野線岡山駅 - 茶屋町駅間、本四備讃線、および予讃線当駅 - 高松駅間を合わせた岡山駅 - 高松駅間には「瀬戸大橋線」の愛称が付けられているが、本四備讃線と予讃線高松駅方面を直通する列車は、宇多津駅構内の扱いとなっている短絡線を経由するため当駅は通過扱いとなる。予讃線の列車、および本四備讃線と予讃線多度津駅方面を直通する列車は早朝・夜間の一部の特急や臨時列車を除き、全旅客列車が停車する。
当駅では特急「しおかぜ・いしづち」の分割併合が行われる。なお、2002年までは、岡山駅方面と高松駅方面の特急の分割併合の大半は多度津駅にて行われていた。「南風・しまんと」「南風・うずしお」の分割併合は2025年3月のダイヤ改正で廃止された。
北口駅前広場には、全国新幹線構想の一つである四国新幹線のホームを想定した用地が確保されている。

## 歴史
- 1897年（明治30年）2月21日：讃岐鉄道の駅として、高松駅 - 丸亀駅間の開通時に開業[2]。現在の宇多津6号公園がある場所[4]に設置され、当時のホームは2面2線であった。ちなみに、移転するまで開業時の駅舎が90年間そのまま使用された。
- 1904年（明治37年）12月1日：山陽鉄道に移管[5]。
- 1906年（明治39年）12月1日：山陽鉄道が国有化され、官設鉄道の駅となる[2][5]。
- 1969年（昭和44年）10月1日：配達の取り扱いを廃止[2]。
- 1970年（昭和45年）6月1日：貨物の取り扱いを廃止[2]。
- 1985年（昭和60年）3月14日：荷物の取り扱いを廃止[2]。
- 1987年（昭和62年）
  - 3月23日：予讃線・土讃線の一部（高松駅 - 坂出駅間・多度津駅 - 観音寺駅間）が電化完了。ただし、当駅の移転が予定されていたため、坂出駅 - 宇多津駅 - 多度津駅間の電化は後回しになった。
  - 4月1日：国鉄分割民営化に伴い、四国旅客鉄道（JR四国）の駅となる[2]。
  - 10月2日：旧駅の西側に高架駅として移転[2]。同時に、3月23日時点で非電化だった坂出駅 - 多度津駅間の電化が完了。なお、この時点では優等列車の停車が1本もなかったため、反発した宇多津町は記念式典をボイコットした。
- 1988年（昭和63年）4月10日：本四備讃線が児島駅まで開通[3]。
- 1993年（平成5年）9月21日：宇多津駅 - 丸亀駅間が複線化される。
- 2001年（平成13年）3月3日：ダイヤ改正により、「うずしお」の2往復が岡山駅 - 当駅間で「南風」との併結運転が開始[注釈 4]。
- 2002年（平成14年）3月23日：特急「しおかぜ・いしづち」「南風・しまんと」の分割併合駅が多度津駅から当駅に変更になる[6][注釈 5]。
- 2014年（平成26年）
  - 3月1日：ICカード「ICOCA」の利用が可能となる[7]。ICカード専用簡易改札機で対応。
  - 8月6日：構内のキヨスクがセブン-イレブンに転換し、「セブン-イレブン Kiosk宇多津駅店」となる。四国キヨスクの転換第1号店。
- 2020年（令和2年）3月14日：ダイヤ改正に伴い、特急「南風」の全列車が停車[8]。

## 駅構造
島式ホーム2面4線を持つ高架駅。ホーム有効長は190mで、9両編成まで対応している。
| のりば | 路線        | 方向 | 行先                                 | 備考                                                         |
| ------ | ----------- | ---- | ------------------------------------ | ------------------------------------------------------------ |
| 1・2   | ■予讃線     | 下り | 多度津・観音寺・松山・琴平・高知方面 | 特急は主に2番のりばから発車 22:45発普通琴平行きのみ3番のりば |
| 3      | ■瀬戸大橋線 | 上り | 岡山方面                             | 特急のみ運転                                                 |
| 3      | ■予讃線     | 上り | 高松・徳島方面                       | 特急は主に3番のりばから発車                                  |
| ３・4  | ■予讃線     | 上り | 高松・徳島方面                       | 特急は主に3番のりばから発車                                  |

付記事項
- 1・4番のりばは本四備讃線につながっていないため、連結・切り離しのある特急を除く高松駅発着列車は基本的に1・4番のりばを使用する。
- 土曜休日は下りの多度津方面の普通がサンライズ瀬戸の通過待ちを行う。
- かつては瀬戸中央自動車道との交差地点付近までが構内で、坂出駅からここまでが単線のまま残されていた。[要出典]
- 予讃下り線から瀬戸大橋上り線（瀬戸大橋下り線から予讃上り線）への渡り線がある。岡山駅発着の「うずしお」は、この渡り線を使いスイッチバックしていた。
- 窓口の営業時間以外は車掌が集札するため、松山方の階段が閉鎖される。
- 2019年3月16日ダイヤ改正以降、当駅における岡山駅発着の普通列車が設定されなくなり、特急のみ乗り入れる形となった。このため、四国内から瀬戸大橋線・宇野線の普通列車停車駅などを行き来する場合、当駅で岡山行きの特急列車に乗車または1つ高松寄りの坂出駅で岡山行きの快速「マリンライナー」に乗車し、児島駅・茶屋町駅で乗り換える必要がある。坂出駅で乗り換える場合、経路上は当駅 - 坂出間を往復することになるが、特定の分岐区間に対する特例により運賃計算上は坂出駅で途中下車しない限り当駅から児島駅に直接向かったものとして取り扱われる。

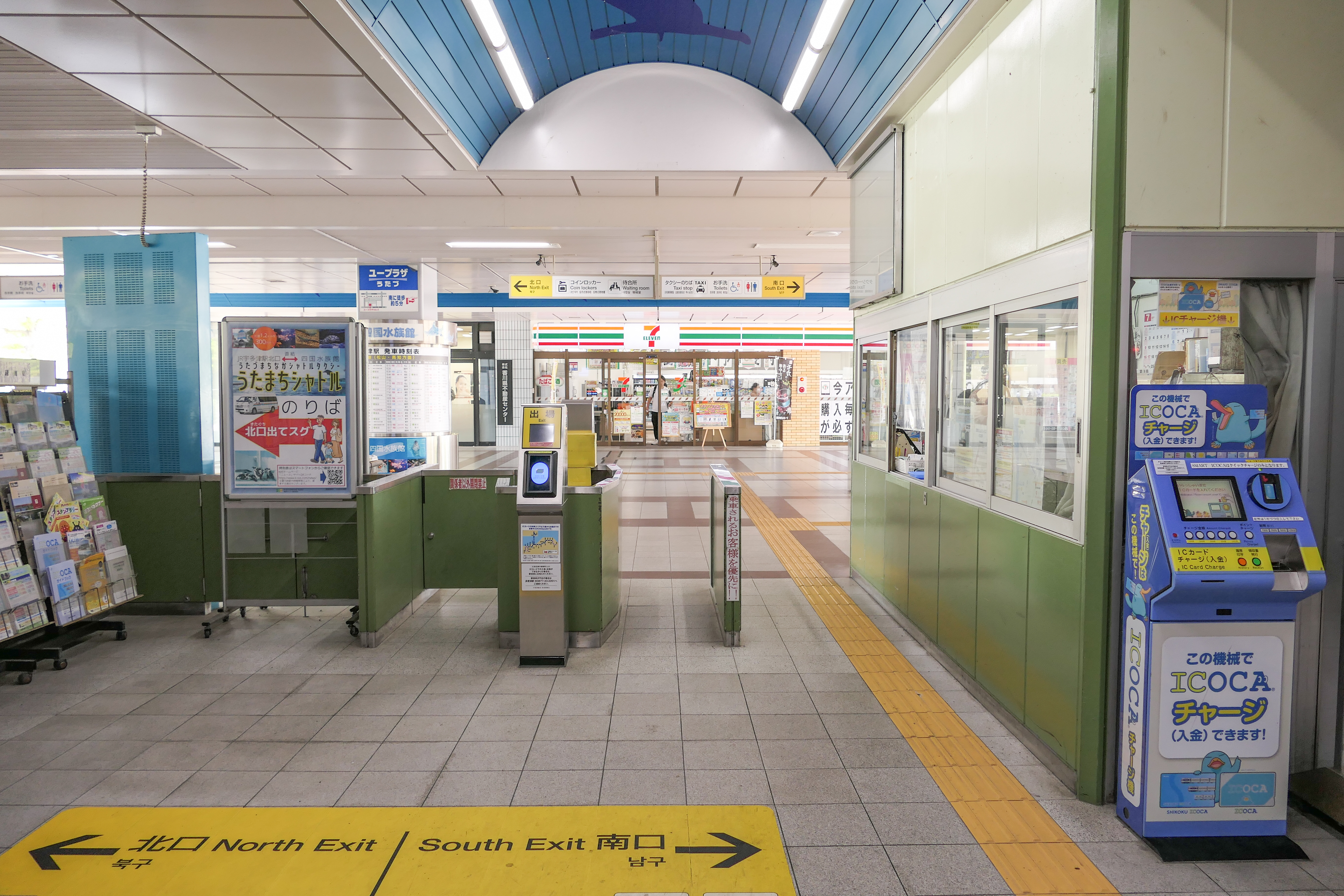
改札口（2023年7月）
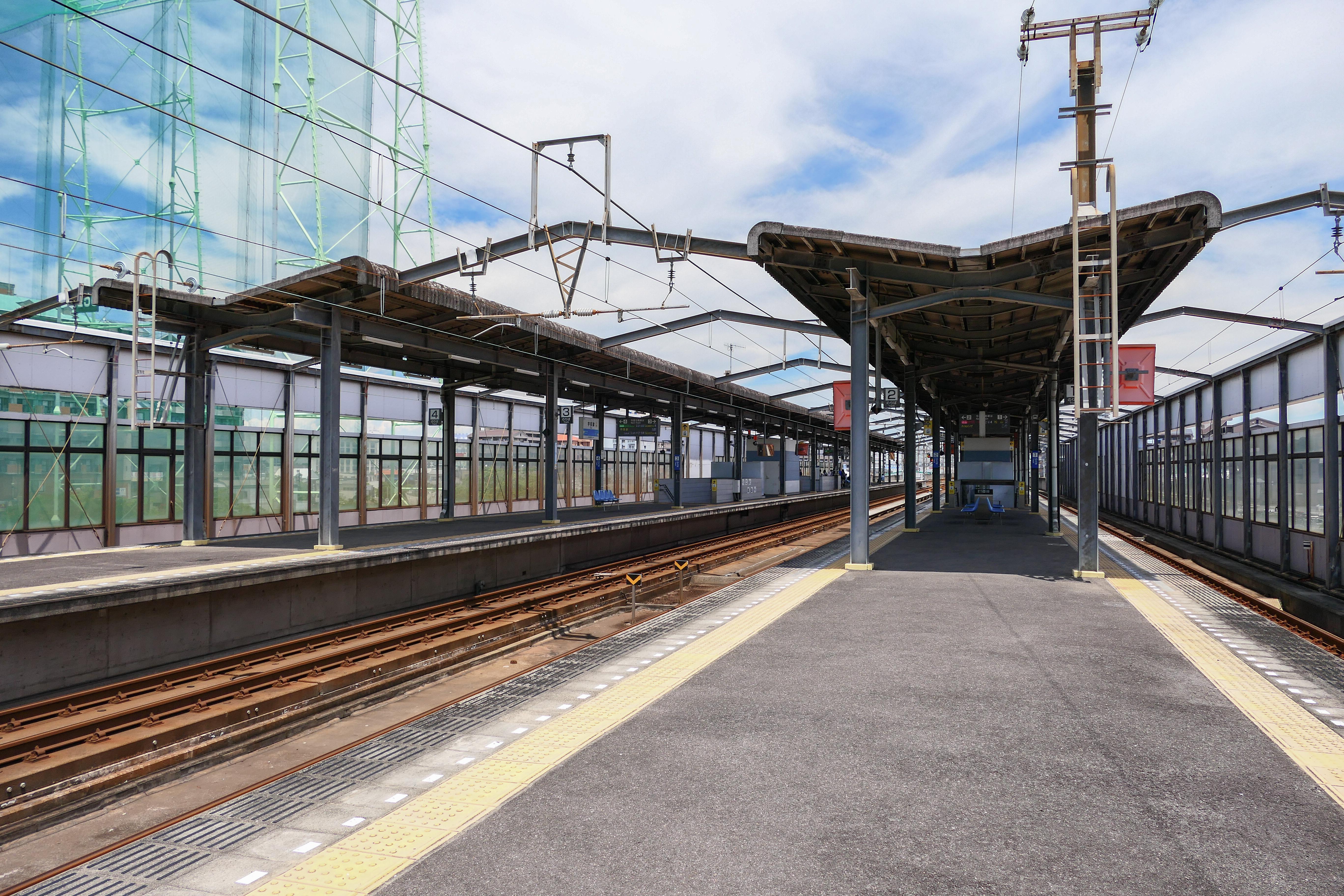
ホーム（2023年7月）

## 利用状況
1日平均の乗車人員は以下の通り。
| 乗車人員推移 | 乗車人員推移 |
| 年度         | 1日平均人数  |
| ------------ | ------------ |
| 2006年       | 2,268        |
| 2007年       |              |
| 2008年       | 2,284        |
| 2009年       | 2,144        |
| 2010年       | 2,146        |
| 2011年       | 2,135        |
| 2012年       |              |
| 2013年       | 2,155        |
| 2014年       | 2,050        |
| 2015年       | 2,156        |
| 2016年       | 2,259        |
| 2017年       | 2,236        |
| 2018年       | 2,272        |
| 2019年       | 2,247        |
| 2020年       | 2,164        |

## 駅周辺
現在の駅は広大な塩田の跡地にできたため、移転当初は当時の宇多津町の中心部からは外れており閑散としていたが、現在は徒歩圏内にイオンタウンを始めとした商業施設や飲食店などが多く建ち並んでいる。
- 青ノ山
- プレイパーク・ゴールドタワー
- 丸亀平井美術館
- 香川短期大学
- 四国医療専門学校
- 宇多津町立宇多津北小学校
- 宇多津郵便局
- 宇多津スポーツガーデン（略称：USG→Utazu Sports Garden）
- ユープラザうたづ
- 四国健康村（送迎バスあり）
- 四国霊場第七十八番札所郷照寺
- 宇夫階神社
- イオンタウン宇多津
- 新鮮市場きむら 宇多津店
- 道の駅恋人の聖地 うたづ臨海公園
- 四国水族館
- 香川県道33号高松善通寺線（旧国道11号）
- 香川県道193号川津丸亀線 - さぬき浜街道の宇多津町道区間を2014年に編入。
- 香川県道194号飯野宇多津線
- 宇多津駅公園線 - 平成2年度手づくり郷土賞（街灯のある街角）受賞。
- 宇多津病院
- ホテルアネシス瀬戸大橋

## バス路線
宇多津駅北口
- 丸亀市コミュニティバス
  - 丸亀東線：三谷団地[12]
  - レオマ宇多津線：NEWレオマワールド[12]

宇多津駅南口
- 丸亀市コミュニティバス
  - 綾歌宇多津線：綾歌市民総合センター[12] / 湯舟道[12]
- 琴参バス
  - 高松空港リムジンバス：高松空港

宇多津駅南口南
- 琴平バス
  - 高速バス：横浜駅・バスタ新宿・東京ディズニーランド方面 / 四日市・名古屋南方面 / HEARTSバスステーション博多方面
  - 以下の路線は、本停留所での福岡線との乗り継ぎ専用便のため、単独での利用はできない。
    - 愛媛シャトル：三島川之江インター方面（琴平バス）
    - 高知シャトル：高知駅方面（琴平バス）

## 隣の駅
四国旅客鉄道（JR四国）
■予讃線
- 特急「しおかぜ」「モーニングEXP高松」「南風」停車駅
- 特急「いしづち」一部停車駅

■快速「サンポート」・■普通
坂出駅 (Y08) - 宇多津駅 (Y09) - 丸亀駅 (Y10)
■本四備讃線（特急のみ）
- 特急「しおかぜ」「南風」停車駅
- 当駅に乗り入れる普通列車の設定がないため、施設上の隣の駅を記載する。

児島駅 (JR-M12) - 宇多津駅 (Y09)
※快速「マリンライナー」は当駅構内の短絡線経由で直接坂出駅へ向かうため、当駅のホームには入らない。このため一般列車の事実上の分岐駅は、「マリンライナー」が停車する坂出駅となる。